# Монастырь Прислоп
Монастырь Прислоп (рум. Mănăstirea Prislop) во имя святого апостола и евангелиста Иоанна Богослова —  женский (ранее мужской) монастырь Девской и Хунедоарской епархии Румынской православной церкви, расположенный вблизи села Сильвашу-де-Сус, жудец Хунедоара, Румыния. Основание монастыря относится к XIII веку. Является одним из наиболее важных румынских православных духовных центров Трансильвании.